# 奥乔科国家森林
奥乔科国家森林（英語：Ochoco National Forest）位于美国俄勒冈州中部、普赖恩维尔东北方向。森林面积850,000英畝（3,440平方），内有崖岩（rimrock）、峡谷、地质奇观、致密松林、高沙地等。一份1993年的森林报告估计，奥乔科国家森林内的原始森林面积为95,000英畝（38,000公頃）。